# Erik Bruun Simonsen
Erik Bruun Simonsen (født 9. august 1955) er en tidligere dansk atlet. Han var medlem af Trongårdens IF og A.K. Delta i Skælskør.
Bruun Simonsen blev Cand.scient. i human fysiologi 1984 og Ph.d. i 1991, dr. med. i 2014. Han er i dag lektor på Institut for Neurovidenskab ved Københavns Universitet, hvor han forsker i menneskelige bevægelsers biomekanik, især menneskets positur og gang gennem 3-D-analyser. Han er medlem af Team Danmarks forskningsudvalg.

## Danske mesterskaber
- Bronze 1978 100 meter 11,20
- Bronze 1977 100 meter 11,17

## Personlige rekorder
- 100 meter: 10,7 s 1976
- 200 meter: 22.2 s 1977
- 400 meter: 49,8 s 1977
- Længdespring, en enkelt gang over 7 meter.